# Have a Nice Day (pel·lícula)
Have a Nice Day (en xinès, 大世界, Dàshìjiè) és una pel·lícula xinesa de 2017 de comèdia fosca animada per a adults dirigida per Liu Jian. Es va estrenar en la competència principal per l'Os d'Or al 67è Festival Internacional de Cinema de Berlín al febrer de 2017. És el segon llargmetratge de Liu Jian, després del seu debut Piercing I. La pel·lícula, en la seva major part va ser realitzada pel mateix Liu, i va trigar tres anys a completar-se.
La seva trama gira entorn del viatge de Xiao Zhang, un jove conductor que treballa per a una banda, que li roba al seu cap una bossa que conté un milió de iuans (aproximadament US $ 150.000) per a finançar un viatge a Corea del Sud de la seva xicota per a salvar la seva fallida cirurgia plàstica a Nanjing, Jiangsu.
La pel·lícula va ser retirada del Festival Internacional de Cinema d'Animació d'Annecy al juny de 2017 a petició del seu productor, ja que no tenia l'autorització governamental adequada per a ser projectada internacionalment.
Strand Releasing va distribuir la pel·lícula als EUA mentre que Memento Films International va gestionar la distribució en territoris addicionals, inclosos el Regne Unit, Mèxic, Espanya, Benelux, Suïssa, Grècia, Turquia i Europa de l'Est. La pel·lícula té llicència per a projectar-se en més de 30 països. A la Xina, l'estrena de la pel·lícula va tenir lloc al Festival Internacional de Cinema de Pingyao a principis de novembre de 2017, amb una aparició especial del director de cinema xinès Jia Zhangke, qui va elogiar la pel·lícula com una fita en l'animació xinesa.
La pel·lícula va guanyar el premi a la Millor Pel·lícula d'Animació en els 54ns Premis de Cinema Cavall d'Or.

## Repartiment
- Zhu Changlong com a Xiao Zhang, el conductor
- Cao Kai com a Lao Zhao
- Liu Jian com a Fang Yuanjun
- Yang Siming com a Tío Liu
- Shi Haitao com a A De
- Ma Xiaofeng com a Shou Pi
- Xue Feng com a Lao San
- Zheng Yi com a Er Jie
- Cao Kou com a Huang Yan
- Zhu Hong com a Gu Anan